# 어쩌다보니 8시 (주말)
권오성의 주말 어쩌다보니 8시는 TBN 경북교통방송(포항 FM 103.5㎒, 울진 FM 103.7㎒)에서 주말 밤 8시부터 9시 53분까지 방송되는 경북 동해안 지역의 7080음악, 트로트 음악 프로그램이다.

## 프로그램 소개
- 정겨운 7080음악과 트로트 음악을 중심으로 하는 정통 음악프로그램! 하루를 정리하는 시간 저녁8시, 시간이 어떻게 가는지도 모르게 바쁜 일상을 보내고 '어쩌다보니,8시!'가 된 분들에게 소소한 행복과 위로가 될 수 있는 흥미로운 이야기를 전한다.

## 매일코너
- 오늘 밤도 안전운전 하세요 - 교통 안전 이야기
- 오성나이트 - 하루의 스트레스를 날려 버리는 신나는 댄스타임
- 오늘, 이 한 곡의 멜로디 - 한 곡의 노래에 담긴 의미와 숨은 이야기
- 오늘, 쓸데 있는 뉴스 브리핑 - 하루 중 재미있는 이슈 브리핑

## 요일 코너

### 토요일
- 우리 시대 고고학
- 지금은 팝송시대
- 방과후 음악교실

### 일요일
- 우리 시대 고고학
- 지금은 팝송시대
- 방과후 음악교실